# Tolmerus flavipyga
Tolmerus flavipyga là một loài ruồi trong họ Asilidae. Tolmerus flavipyga được Becker miêu tả năm 1923.